# Rocar

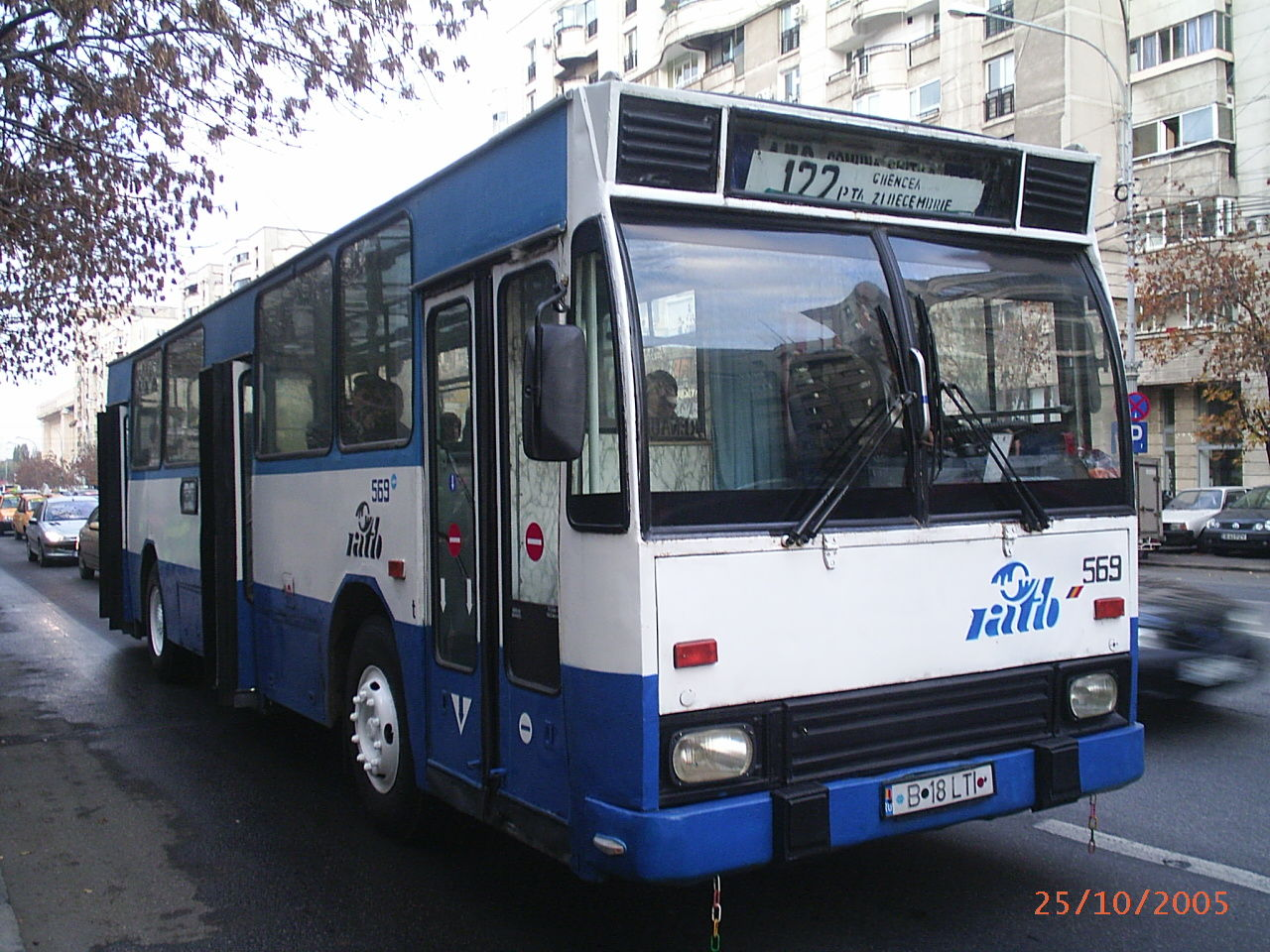
Rocar DAC 112 UDM

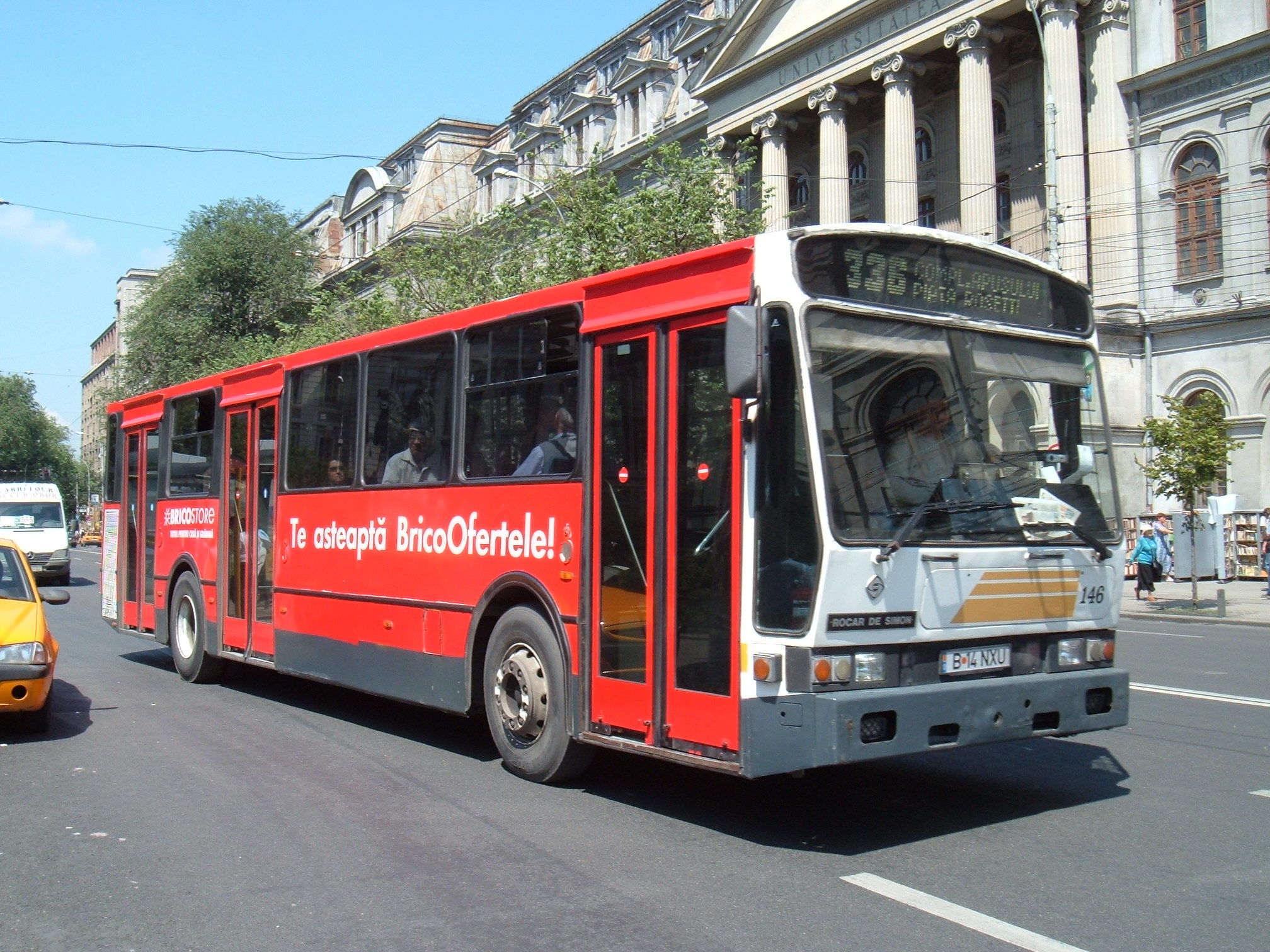
Rocar De Simon U412

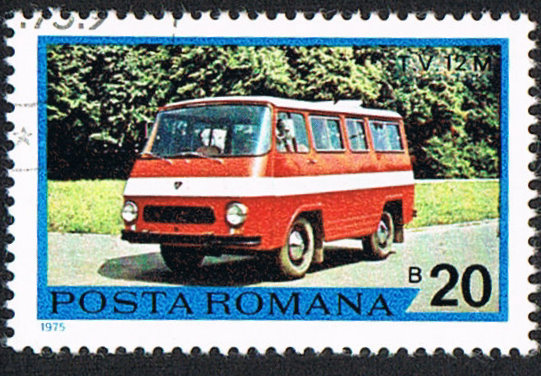
Rocar T.V. 12M na znaczku pocztowym

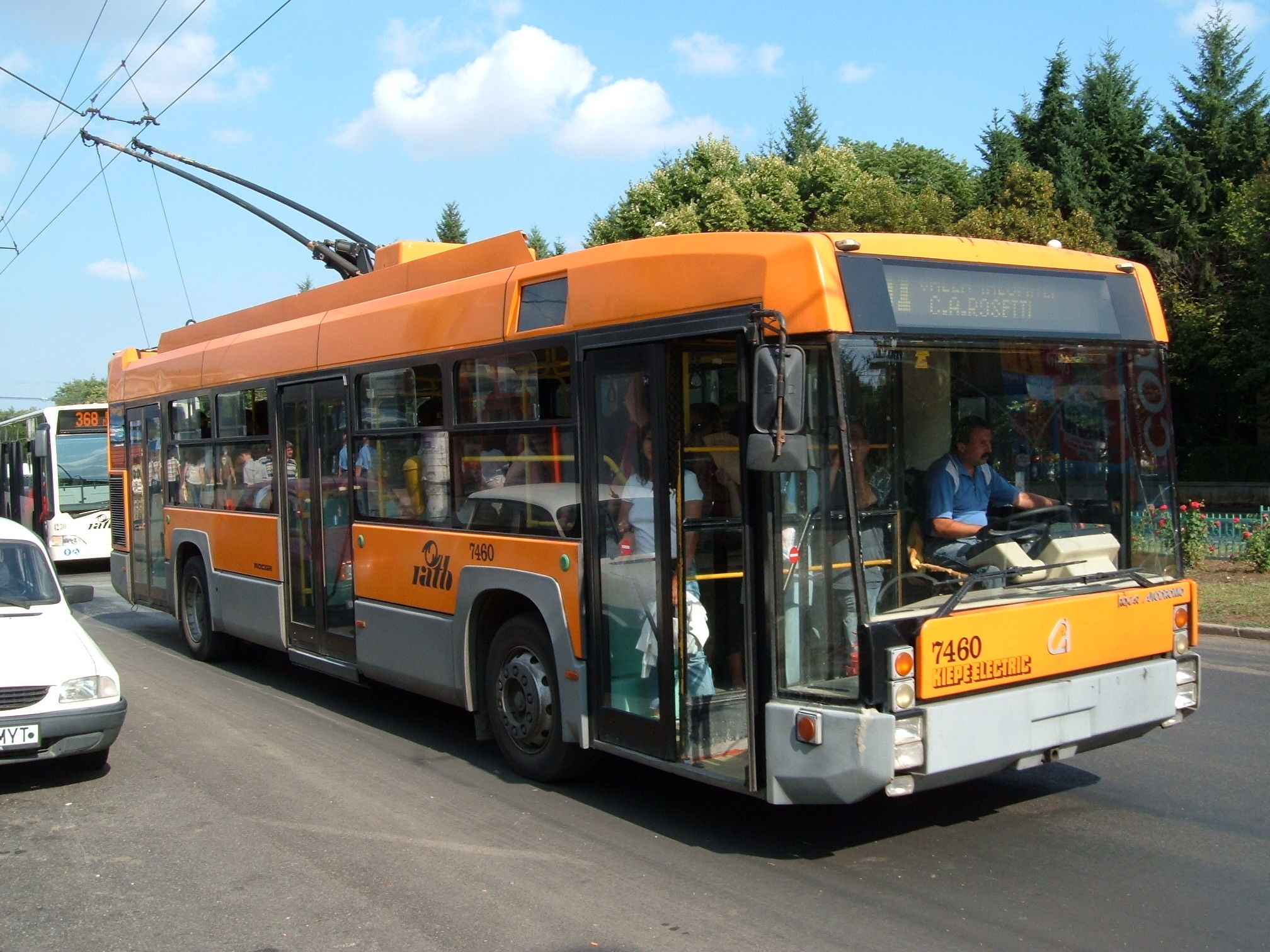
Trolejbus Rocar 812E

Rocar, poprzednio zakłady Tudor Vladimirescu i Uzina Autobuzul București – były rumuński producent autobusów, trolejbusów i samochodów dostawczych, który miał swoją siedzibę w stolicy Rumunii – Bukareszcie. Fabryka istniała w latach 1951–2004.

## Historia
Fabryka została założona w 1951 roku jako zakłady im. Tudora Vladimirescu – rumuńskiego bohatera narodowego, i rozpoczęła produkcję urządzeń taboru kolejowego oraz maszyn rolniczych. W 1953 roku przy fabryce powstał klub sportowy, późniejszy Rocar Bukareszt. W 1956 roku rozpoczęła się produkcja autobusów TV-1 na podwoziu ciężarówki, a rok później trolejbusów. Produkowane pojazdy oznaczano symbolem TV od Tudora Vladimirescu. W 1960 rozpoczęto produkcję autobusu z silnikiem z tyłu TV-2. W 1959 roku ruszyła produkcja samochodów dostawczych serii TV-4 i 5, a następnie ich wersji rozwojowych, które stały się wkrótce głównym produktem zakładów. Od 1968 roku firma rozpoczęła eksport do krajów Europy Wschodniej, Afryki, Ameryki Południowej i na Bliski Wschód. W 1971 roku została zakupiona licencja na silniki firmy MAN. Po 1973 roku nazwa zakładów została zmieniona na Uzina Autobuzul București (Bukaresztańska Fabryka Autobusów). Od 1990 roku Rocar współpracował z włoskim producentem nadwozi autobusowych De Simon. W 1993 roku została zmieniona nazwa z Uzina Autobuzul București na Rocar. Poszła za tym rezygnacja z marki TV dla produkowanych pojazdów. W 1996 r. zakończono produkcję przestarzałych już samochodów dostawczych TV / Rocar. W 2003 roku fabryka nie produkowała już żadnych pojazdów, a w marcu 2004 roku została zlikwidowana. Ogółem wyprodukowała ponad 350 tysięcy pojazdów.

## Modele

### Furgonetki
- - T.V. 4/5
  - T.V. 41/51
  - T.V. 12/14
  - T.V. 15/35
  - Rocar 33/37/40

### Autobusy
- - TV-1
  - TV-2
  - DAC 112 UDM
  - DAC 117 UDM
  - Rocar 109
  - Rocar 111 RDTM
  - Rocar 112 RDT
  - Rocar T207
  - Rocar T311A
  - Rocar U312
  - Rocar De Simon U410
  - Rocar De Simon U412

### Trolejbusy
- - DAC 112 E
  - DAC 212 E
  - DAC 212 ECS
  - DAC 117 E(A)
  - DAC 217 E
  - DAC 317 ETS
  - DAC 318 ET
  - Rocar 312 E
  - Rocar 412 E
  - Rocar 512 E
  - Rocar 812 EA